# Pierre-Pomponne-Amédée Pocholle
Pierre Pomponne Amédée Pocholle, né le 30 septembre 1764 à Dieppe, mort le 5 juin 1831 dans l'ancien 11e arrondissement de Paris, est un homme politique de la Révolution française.

## Biographie
En septembre 1791, Pocholle, alors oratorien et professeur de rhétorique, est élu député suppléant du département de la Seine-Inférieure, le cinquième sur six, à l'Assemblée nationale législative, où il n'est pas appelé à siéger. 
La monarchie française s'effondre à l'issue de l'insurrection du 10 août 1792. En septembre, Pocholle est élu député de la Seine-Inférieure, le deuxième sur onze, à la Convention nationale. 
Il siège sur les bancs de la Montagne. Lors du procès de Louis XVI, il vote la mort et rejette l'appel au peuple et le sursis. Entre mars et avril 1793, aux côtés de Jean-Baptiste-Michel Saladin, Pocholle est envoyé en mission dans les départements de la Seine-Inférieure et de la Somme, afin d'accélérer la levée en masse. Il ne participe donc pas aux scrutin sur la mise en accusation de Jean-Paul Marat. Il vote contre le rétablissement de la Commission des Douze. 
En 1794, il fut envoyé en mission à Lyon avec son collègue Louis Joseph Charlier. Il est élu aux Élections législatives de 1795 député de la Mayenne au Conseil des Cinq-Cents, mais cède la place à un collègue plus âgé que lui.
Pocholle est par la suite commissaire du gouvernement du département français d'Ithaque, île ionienne annexée par la France. À partir du Consulat, il fait carrière dans l'administration préfectorale. Nommé secrétaire général du département de la Roer à Aix-la-Chapelle en 1801, il est promu sous-préfet de Neufchâtel-en-Bray (Seine-Maritime) en 1804. Révoqué lors de la Première Restauration, il reprend son poste durant les Cent Jours.
Frappé de bannissement en tant qu'ex-Conventionnel régicide par la loi du 12 janvier 1816, il s'exila en Belgique où il résida à Liège puis à Nivelles. La Révolution de 1830 lui permit de rentrer en France où il vécut à Paris jusqu'à son décès.

## Portraits
Joseph Chinard a sculpté un buste en terre cuite de Pocholle, qui fut montré lors de l'Exposition universelle de 1878, au Palais du Trocadéro, dans la section des Portraits Nationaux (440 numéro de catalogue). La ville de Lyon avait, en effet, passé commande à l'artiste d'un buste de Pocholle en reconnaissance de l'attitude humanitaire de ce dernier envers les habitants pendant l'occupation de la ville par les forces révolutionnaires en 1794. Lorsque Pocholle devint sous-préfet de Neufchâtel-en-Bray, le buste le suivit puis il le confia à sa sœur, Mme veuve Delile, quand il partit pour l'exil en 1816. Sa sœur le donna à son tour à M. Mabire, lequel plus tard en fit don au musée de Neufchâtel-en-Bray qui venait d'être créé en 1832. Le Bulletin des musées de France, 1er Année, no. 11 novembre 1929, contient une photographie de ce buste.